# Teresa Alabèrnia i Domènech
Teresa Alabèrnia i Domènech (Palamós, 1948) fou tècnica de Serveis Personals del Districte de Sant Martí (Barcelona). Militant històrica del PSAN, és mare de Núria Cadenas i Alabèrnia, militant de Maulets que fou empresonada sota l'acusació pertànyer a Terra Lliure. Fou una de les fundadores de l'Assemblea Unitària per l'Autodeterminació i membre del Consell Escolar Municipal de Barcelona en representació de l'Ajuntament. També és afiliada a la Lliga per la Laïcitat.
Fou escollida Gran Cancellera de la Gran Lògia Femenina d'Espanya el juliol de 2012.